# Granisle
Granisle ist ein Dorf mit rund 300 Einwohnern im Zentrum des Interior der kanadischen Provinz British Columbia. Es ist nach Einwohnern die kleinste Gemeinde im Regional District of Bulkley-Nechako und liegt am Westufer des Babine Lake, etwa 100 km nördlich von Burns Lake.
Südlich der Gemeinde liegt der Red Bluff Provincial Park.

## Geschichte
Das Gebiet, in dem das Dorf liegt, ist traditionelles Siedlungs- und Jagdgebiet der First Nations, hier hauptsächlich der Babine.
1920 wurde in der Region Kupfer entdeckt. Die heutige Gemeinde entstand 1965 um Wohnraum für die Bergleute aus einer Kupfermine auf Copper Island zu schaffen. Der Name der entstehenden Siedlung wurde von der damaligen Bergbaugesellschaft ausgewählt. Im Laufe der Zeit folgten weitere Minen und 1979/1980 lebten hier fast 2000 Einwohner. Im Juni 1971 wurden bei Arbeiten für eine Kupfermine die Knochen und Stoßzähne eines Mammuthus columbi freigelegt.
Die Zuerkennung der kommunalen Selbstverwaltung für die Gemeinde erfolgte am 29. Juni 1971 (incorporated als Village Municipality).
1992 wurde die letzte Kupfermine geschlossen, was zur Abwanderung des Großteils der Arbeitsbevölkerung sorgte.

## Demographie
Der Zensus im Jahr 2016 ergab für die Gemeinde eine Bevölkerungszahl von 303 Einwohnern, nachdem der Zensus im Jahr 2011 für die Gemeinde bereits dieselbe Bevölkerungszahl ergab. Im Zensuszeitraum 2006 bis 2011 hatte die Einwohnerzahl in der Gemeinde entgegen der Entwicklung in der Provinz um 16,8 % abgenommen, während sie im Provinzdurchschnitt um 7,0 % zunahm.
Für den Zensus 2016 wurde für die Gemeinde ein Medianalter von 65,0 Jahren ermittelt. Das Medianalter der Provinz lag 2016 bei nur 43,0 Jahren. Das Durchschnittsalter lag bei 59,7 Jahren, bzw. bei 42,3 Jahren in der Provinz. Zum Zensus 2011 wurde für die Gemeinde noch ein Medianalter von 62,1 Jahren ermittelt. Das Medianalter der Provinz lag 2011 bei nur 41,9 Jahren.

## Verkehr
Die Gemeinde ist verkehrstechnisch abgelegen und hat keinen Flughafen oder Eisenbahnanschluss. Der nächstgelegene Highway ist etwa 50 km südlich bei Topley der Highway 16, der Yellowhead Highway.